# Campanularia brevicaulis
Campanularia brevicaulis är en nässeldjursart som beskrevs av Nutting 1915. Campanularia brevicaulis ingår i släktet Campanularia och familjen Campanulariidae. Inga underarter finns listade i Catalogue of Life.